# Bảng tổng sắp huy chương Thế vận hội Mùa hè 1956
Dưới đây là toàn bộ Bảng tổng sắp huy chương Thế vận hội Mùa hè 1956 diễn ra tại Melbourne, Australia và môn Cưỡi ngựa tại Stockholm, Thuỵ Điển. Thứ hạng của bảng tổng sắp đầu tiên dựa vào số huy chương Vàng mỗi quốc gia giành được, sau đó đến số huy chương Bạc và cuối cùng là huy chương Đồng. Nếu số huy chương mỗi loại của nhiều quốc gia như nhau, các quốc gia đó sẽ có cùng thứ hạng và xếp danh sách theo thứ tự bảng chữ cái.
Hà Lan, Tây Ban Nha và Thuỵ Sĩ tẩy chay Thế vận hội này do Sự kiện năm 1956 ở Hungary; Ai Cập, Iraq và Lebanon tẩy chay do Khủng hoảng Kênh đào Suez và Cộng hoà Nhân dân Trung Hoa tẩy chay do sự tham gia Thế vận hội của Đài Loan nhưng có một số vận động viên của các nước trên tham gia thi đấu cưỡi ngựa tại Stockholm.
| Hạng                | Đoàn                         | Vàng | Bạc | Đồng | Tổng số |
| ------------------- | ---------------------------- | ---- | --- | ---- | ------- |
| 1                   | Liên Xô                      | 37   | 29  | 32   | 98      |
| 2                   | Hoa Kỳ                       | 32   | 25  | 17   | 74      |
| 3                   | Úc                           | 13   | 8   | 14   | 35      |
| 4                   | Hungary                      | 9    | 10  | 7    | 26      |
| 5                   | Ý                            | 8    | 8   | 9    | 25      |
| 6                   | Thụy Điển                    | 8    | 5   | 6    | 19      |
| 7                   | Đoàn thể thao Đức thống nhất | 6    | 13  | 7    | 26      |
| 8                   | Anh Quốc                     | 6    | 7   | 11   | 24      |
| 9                   | România                      | 5    | 3   | 5    | 13      |
| 10                  | Nhật Bản                     | 4    | 10  | 5    | 19      |
| 11                  | Pháp                         | 4    | 4   | 6    | 14      |
| 12                  | Thổ Nhĩ Kỳ                   | 3    | 2   | 2    | 7       |
| 13                  | Phần Lan                     | 3    | 1   | 11   | 15      |
| 14                  | Iran                         | 2    | 2   | 1    | 5       |
| 15                  | Canada                       | 2    | 1   | 3    | 6       |
| 16                  | New Zealand                  | 2    | 0   | 0    | 2       |
| 17                  | Ba Lan                       | 1    | 4   | 4    | 9       |
| 18                  | Tiệp Khắc                    | 1    | 4   | 1    | 6       |
| 19                  | Bulgaria                     | 1    | 3   | 1    | 5       |
| 20                  | Đan Mạch                     | 1    | 2   | 1    | 4       |
| 21                  | Ireland                      | 1    | 1   | 3    | 5       |
| 22                  | Na Uy                        | 1    | 0   | 2    | 3       |
| 23                  | México                       | 1    | 0   | 1    | 2       |
| 24                  | Ấn Độ                        | 1    | 0   | 0    | 1       |
| 24                  | Brasil                       | 1    | 0   | 0    | 1       |
| 26                  | Nam Tư                       | 0    | 3   | 0    | 3       |
| 27                  | Chile                        | 0    | 2   | 2    | 4       |
| 28                  | Bỉ                           | 0    | 2   | 0    | 2       |
| 29                  | Argentina                    | 0    | 1   | 1    | 2       |
| 29                  | Hàn Quốc                     | 0    | 1   | 1    | 2       |
| 31                  | Iceland                      | 0    | 1   | 0    | 1       |
| 31                  | Pakistan                     | 0    | 1   | 0    | 1       |
| 33                  | Nam Phi                      | 0    | 0   | 4    | 4       |
| 34                  | Áo                           | 0    | 0   | 2    | 2       |
| 35                  | Bahamas                      | 0    | 0   | 1    | 1       |
| 35                  | Thụy Sĩ                      | 0    | 0   | 1    | 1       |
| 35                  | Hy Lạp                       | 0    | 0   | 1    | 1       |
| 35                  | Uruguay                      | 0    | 0   | 1    | 1       |
| Tổng số (38 đơn vị) | Tổng số (38 đơn vị)          | 153  | 153 | 163  | 469     |